# Jürgen Schmidt-Radefeldt
Jürgen Schmidt-Radefeldt (* 1. März 1939 in Stettin, Pommern) ist ein deutscher Romanist und Sprachwissenschaftler (Französistik, Lusitanistik, Hispanistik).

## Werdegang
Nach dem Abitur am Johanneum zu Lübeck (1959) studierte Schmidt-Radefeldt Romanistik, Anglistik, Germanistik sowie Philosophie (Geisteswissenschaften) an den Universitäten Hamburg (1959–1962 bei Hans Blumenberg, Michel Foucault und Jean-Marie Zemb), Montpellier (1962/63) und Kiel (1963–1965). An der Christian-Albrechts-Universität zu Kiel (CAU) promovierte er zur Thematik der Sprachtheorie von Paul Valéry bei Harald Weinrich (1965), habilitierte sich 1979 mit einer Arbeit zur Dialogtheorie von Frage und Antwort in romanischen Sprachen (Kommission Christoph Schwarze, Helmut Lüdtke u. a.) und wurde Privatdozent an der CAU.
Die berufliche Tätigkeit als Hochschuldozent begann Schmidt-Radefeldt 1967–1970 als DAAD-Lektor für Germanistik an der Universidade Clássica in Lissabon. Danach wurde er Assistent in der Romanistik in Kiel (1970–1974), gab sein Habilitations-Stipendium der DFG zurück, um eine C3-Professur für Französisch und Didaktik an der Pädagogischen Hochschule Kiel zu übernehmen. 1992/93 erhielt er den Ruf auf die Gründungsprofessur der Romanistik an der Universität Rostock, die er bis zu seiner Emeritierung 2004 innehatte.
In den Jahren 1983–1993 übernahm er Gutachtertätigkeiten am DAAD bei der Auswahl deutscher Lektoren für iberoromanische Universitäten. Zusammen mit Karl Alfred Blüher gründete er 1986 das Forschungs- und Dokumentationszentrum zu Paul Valéry an der Universität Kiel; beide geben seit 1987 das Jahrbuch ›Forschungen zu Paul Valéry / Recherches Valéryennes‹ (ISSN 0934-5337) heraus. Seit 1987 ist Schmidt-Radefeldt korrespondierendes Mitglied des C.N.R.S. (I.T.E.M. Institut des textes et manuscrits modernes) in Paris; Gastprofessor war er an verschiedenen portugiesischen, brasilianischen und französischen Universitäten. 1990 erhielt er mit anderen Übersetzern der Cahiers von Paul Valéry den Paul-Celan-Preis des deutschen Literaturfonds. Am Collège de France hielt er 1995 vier Leçons zur Rétrospective de Paul Valéry. Seit 2016 ist er korr. Mitglied der Academia das Ciêinas de Lisboa.
Mit anderen linguistischen Kollegen gibt er die 'Rostocker Romanistischen Arbeiten' im Peter Lang Verlag heraus (ISSN 1437-3130) ; ab Band 19 werden diese unter dem Reihennamen 'Romanistische Arbeiten interkulturell und interdisziplinär' fortgesetzt.
Sein Sohn Roman Schmidt-Radefeldt (* 1969) ist Jurist (Völkerrecht, Europa-/internationales Recht), seine Tochter Ariane Studienrätin für Französisch/Deutsch.

## Forschungsgebiete
- Dialoggrammatik (1974), Textlinguistik und Diskursanalyse. Semiotik natürlicher Sprachen. Pragmalinguistik.
- Kontrastive Sprachbeschreibung (Deutsch versus Französisch, Spanisch, Portugiesisch). Übersetzungsprobleme.
- Anglizismen in romanischen Sprachen.
- Diasystematische Gliederung romanischer Sprachen.
- Epistemologische, philosophische und poietologische Fragestellungen zum Werk von Paul Valéry [1871–1945].

## Publikationen (Auswahl)
- Einführung in die portugiesische Sprachwissenschaft (mit Annette Endruschat) Narr Verlag, Tübingen 2006, 20082, 20143 ; E-Book. (= Introdução básica à Linguística Portuguesa, Lisboa, Colibri 2015).
- Paul Valéry – Philosophie der Politik, Wissenschaft und Kultur. Jürgen Schmidt-Radefeldt [ed.],Stauffenburg Verlag, Tübingen, 1999.
- Dicionário de anglicismos e germanismos na língua portuguesa (mit Dorothea Schurig). Verlag TFM, Frankfurt am Main 1997.
- Paul Valéry, Werke, «Frankfurter Ausgabe». Jürgen Schmidt-Radefeldt [ed.]. Insel Verlag, Frankfurt am Main. 7 Bde., 1989–1995.
- Paul Valéry, Cahiers/Hefte. Hartmut Köhler & Jürgen Schmidt-Radefeldt [eds.], S. Fischer Verlag, Frankfurt am Main, 6 Bde., 1988–1993.
- Readings in Portuguese Linguistics. Jürgen Schmidt-Radefeldt [ed.]., North Holland Linguistic Series 22, Amsterdam / New York / Oxford 1976.
- Paul Valéry linguiste dans les Cahiers. Editions Klincksieck. Paris 1970.